# Tangafjørður
Tangafjørður är ett sund i Färöarna (Kungariket Danmark).   Det ligger i sýslan Streymoyar sýsla, i den nordöstra delen av landet, 10 km norr om huvudstaden Tórshavn.
Tangi, genitiv kasus 'tanga', är ett färöiskt ord som betyder 'udde' och är besläktat med svenska 'tunga'. Detta syftar på udden Raktangi nära Strendur. Tangi kan också betyda "tång", som vanligtvis finns rikligt runt uddar. På färöiska kan 'fjørður' (fjord) syfta på vilket långsträckt saltvatten som helst, som fjord, eller sund som skiljer två öar åt. 

## Geografi
Den norra delen av sundet mellan Streymoy och Eysturoy kallas Sundini. Det kallas sedan Tangafjørður mellan Norðuri í Sundum (Kollafjørður) och Morskranes. Den södra änden är inte exakt definierad och flyter samman med sundet Nólsoyarfjørður vid en linje ungefär mellan udden Eystnes (nära Æðuvík på Eysturoy) och ön Hoyvíkshólmur (nära Tórshavn, Streymoy). Tangafjørður är uppdelad i en distinkt nordlig och en sydlig halva med två sidofjordar, Skálafjørður och Kaldbaksfjørður.
Tangafjørðurs totala längd är 12 kilometer. Dess södra del är bredare (cirka 4,0 kilometer) än den norra delen (ca 3,0 kilometer). De djupaste delarna i den norra och södra delen är båda −85 meter på platser strax utanför Kolbeinaghógv respektive Hvítanes. Där Tangafjørður rinner ut i Nólsoyarfjørður är det cirka 120 meter djupt. Det finns grunda sektioner (nedsänkta trösklar) i Skálafjørðurs och Kaldbaksfjørðurs inlopp, men själva Tangafjørður har ingen sådan tröskel, vilket styr näring och utflöde. Mitt i Kaldbaksfjørðurs, Skálafjørðurs och Tangafjørðurs sammanflöde finns rev och skär som bryter ytan. Skären Flesjarnar markeras av en fyr.
Byarna på Streymoy är Kollafjørður, Kaldbak, Hvítanes och Hoyvík, en del av Tórshavn. Byarna på Eysturoy är Morskranes, Kolbeinagjógv, ett modernt bostadsområde i Strendur (alla delar av Sjóvars kommun), Toftir och Nes. Väderkvarnar nära Æðuvík kan ses från Tangafjørður. Det finns fiskodlingar nära Nes, Kolbeinaghógv och söder om Kollafjørður.

## Transport
En bilfärja gick mellan Hósvík och Selatrað fram till 1976. En annan färja gick mellan Tórshavn, Toftir och Strendur (Skálafjarðarleiðin, väg 40). Den upphörde att trafikera sundet 2003 på grund av bristande efterfrågan, i konkurrens med de mer pålitliga förbindelserna via Streymin-bron. Under de senaste åren seglade den två tur- och returresor om dagen endast för fotgängare. De senaste två decennierna använde all transport Streymin-bron till norra Eysturoy. Detta förorsakade en lång omväg för transporter mellan södra Eysturoy och Streymoy; avståndet mellan Hvítanes och Toftir är 5,5 kilometer fågelvägen, men 62 kilometer på land.
I december 2020 öppnade Eysturoyartunnilin som ger en mycket kortare väg över Tangafjørður. Uppskattningsvis 5 800 fordon förväntas använda tunneln dagligen, inklusive lokal trafik över Skálafjørður. Under 2011 pendlade omkring 1 300 personer regelbundet för arbete eller utbildning mellan de två sidorna av Tangafjørður, men tvingades ändå åka via Streymin-bron.